# Беляевка (Волгоградская область)
Беляевка — село в Старополтавском районе Волгоградской области. Административный центр и единственный населённый пункт Беляевского сельского поселения.

## География
Село расположено на северном берегу Ерусланского залива Волгоградского водохранилища в 31 км юго-западнее районного центра села Старая Полтавка.
Первоначально село располагалось на левом берегу реки Еруслан, при строительстве Волгоградского водохранилища перенесено на новое место.

## Население
Динамика численности населения по годам:
| 1859 | 1889 | 1897 | 1910 | 1926 | 1987 | 2002 |
| ---- | ---- | ---- | ---- | ---- | ---- | ---- |
| 310  | 1507 | 1821 | 2262 | 1311 | ≈760 | 571  |

| 2010 | 2012 | 2013 | 2014 | 2015 | 2016 | 2017 |
| ---- | ---- | ---- | ---- | ---- | ---- | ---- |
| 430  | ↘417 | ↘411 | ↘397 | ↘387 | ↘383 | ↘372 |
| 2018 | 2019 | 2020 | 2021 |      |      |      |
| ↘370 | ↘358 | →358 | ↘351 |      |      |      |